# Trichoniscus heroldii
Trichoniscus heroldii är en kräftdjursart som beskrevs av Karl Wilhelm Verhoeff 1931B. Trichoniscus heroldii ingår i släktet Trichoniscus och familjen Trichoniscidae. Inga underarter finns listade i Catalogue of Life.